# Manhattan Beach
Manhattan Beach är en stad i Los Angeles storstadsområde i den sydvästra delen av Los Angeles County i Kalifornien. Staden ligger på Stillahavskusten söder om El Segundo och norr om Hermosa Beach. I öster finns städerna Lawndale och Redondo Beach. Manhattan Beach ingår som en av de tre Beach Cities vid South Bay och ligger fyra km söder om Los Angeles International Airport.
Befolkning: 33 852 (2000 års folkräkning).
Namnet "Manhattan Beach" kommer från markägaren George Peck som namngav sitt landområde efter Manhattan i sin tidigare hemstad New York.